# Йосімура Сьоко
Йосімура Сьоко (яп. 吉村祥子; нар. 14 жовтня 1968, префектура Канагава) — японська борчиня вільного стилю, п'ятиразова чемпіонка, срібна та триразова бронзова призерка чемпіонатів світу, триразова чемпіонка Азії, чемпіонка Океанії.

## Життєпис
Боротьбою почала займатися з 1986 року.
Виступала за борцівський клуб Йойогі. Тренери — Сігео Кінасе, Акіра Судзукі, Ріо Канегама.
У 1989 році разом з Міяко Сімізу вона стала першою японською борчинею — чемпіонкою світу.
У листопаді 2003 року вона завершила виступи на борцівському килимі, не зумівши пробитись до Олімпіади в Афінах, де вперше мали проводитися змагання з жіночої боротьби.

## Спортивні результати на міжнародних змаганнях

### Виступи на Чемпіонатах світу
| Змагання                        | Збірна | Вагова категорія          | Місце  |
| ------------------------------- | ------ | ------------------------- | ------ |
| Чемпіонат світу з боротьби 1987 | Японія | жіноча боротьба, до 44 кг | Бронза |
| Чемпіонат світу з боротьби 1989 | Японія | жіноча боротьба, до 44 кг | Золото |
| Чемпіонат світу з боротьби 1990 | Японія | жіноча боротьба, до 44 кг | Золото |
| Чемпіонат світу з боротьби 1991 | Японія | жіноча боротьба, до 44 кг | Бронза |
| Чемпіонат світу з боротьби 1992 | Японія | жіноча боротьба, до 44 кг | Срібло |
| Чемпіонат світу з боротьби 1993 | Японія | жіноча боротьба, до 44 кг | Золото |
| Чемпіонат світу з боротьби 1994 | Японія | жіноча боротьба, до 44 кг | Золото |
| Чемпіонат світу з боротьби 1995 | Японія | жіноча боротьба, до 44 кг | Золото |
| Чемпіонат світу з боротьби 1996 | Японія | жіноча боротьба, до 44 кг | Бронза |
| Чемпіонат світу з боротьби 1999 | Японія | жіноча боротьба, до 46 кг | 4      |

### Виступи на Чемпіонатах Азії
| Змагання                       | Збірна | Вагова категорія          | Місце  |
| ------------------------------ | ------ | ------------------------- | ------ |
| Чемпіонат Азії з боротьби 1996 | Японія | жіноча боротьба, до 44 кг | Золото |
| Чемпіонат Азії з боротьби 1997 | Японія | жіноча боротьба, до 46 кг | Золото |
| Чемпіонат Азії з боротьби 2000 | Японія | жіноча боротьба, до 46 кг | Золото |

### Виступи на інших змаганнях
| Змагання                          | Збірна | Вагова категорія          | Місце  |
| --------------------------------- | ------ | ------------------------- | ------ |
| Чемпіонат Океанії з боротьби 2004 | Японія | жіноча боротьба, до 48 кг | Золото |

### Виступи на змаганнях молодших вікових груп
| Змагання                            | Збірна | Вагова категорія                  | Місце  |
| ----------------------------------- | ------ | --------------------------------- | ------ |
| Світовий борцівський фестиваль 1986 | Японія | юніори, жіноча боротьба, до 44 кг | Срібло |